# Зміна класифікації кораблів ВМС США 1975 року

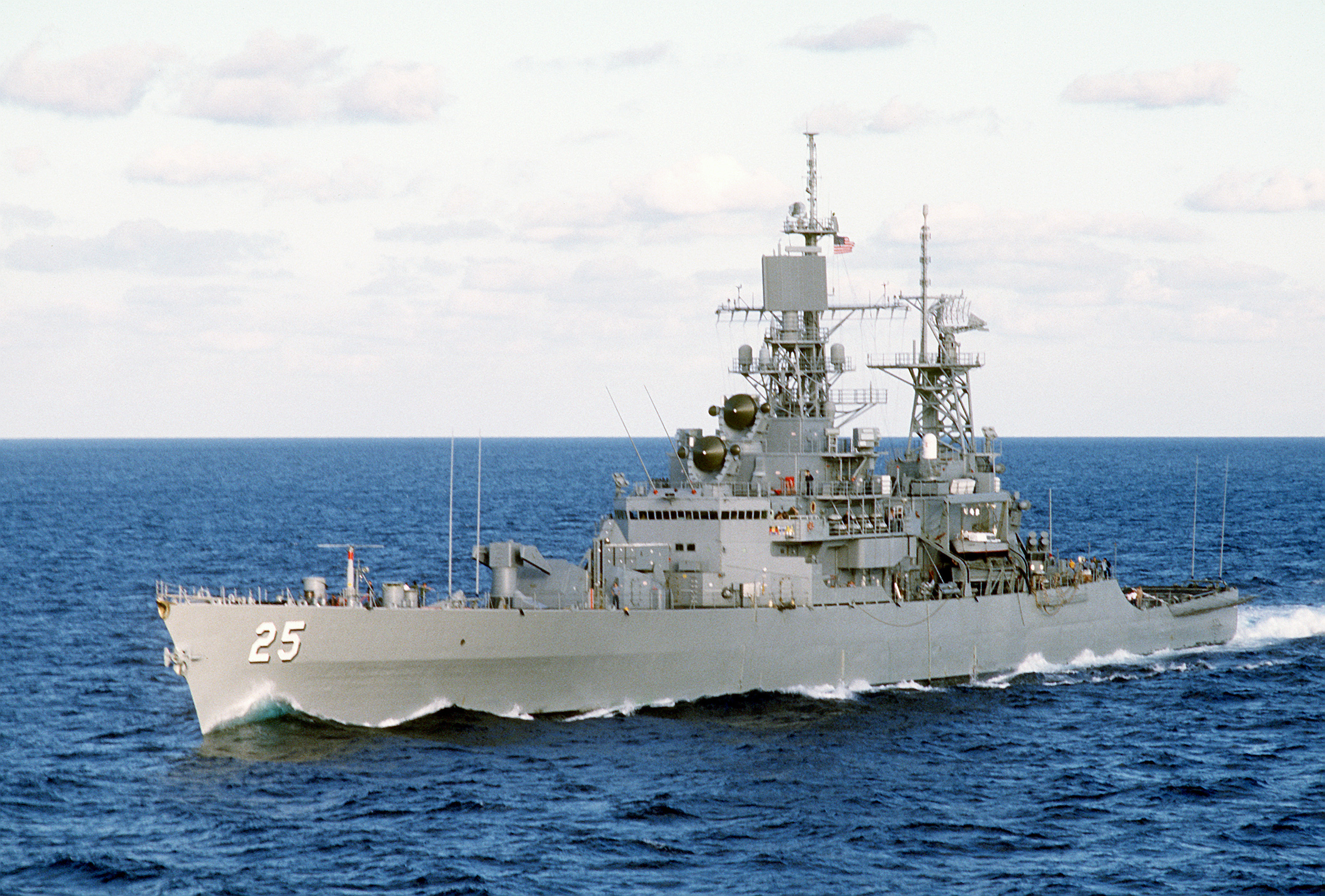
Крейсер з керованим ракетним озброєнням USS Bainbridge (CGN-25) — колишній фрегат (DLGN-25)

ВМС Сполучених Штатів перекласифікували багато своїх надводних кораблів у 1975 році, змінивши назви класів та абревіатури бортових номерів для крейсерів, фрегатів та океанських ескортних кораблів.

## Класифікація до 1975 року
З 1950-х до 1975, ВМС США мала три типи ескортних кораблів для ударних сил і один — для конвоїв. Для супроводу ударних сил призначалися крейсери (абревіатури бортових номерів CAG/CLG/CG), фрегати чи лідери есмінців (DL/DLG), та есмінці (DD/DDG).Ескортні кораблі для конвоїв були океанськими ескортними кораблями (DE/DEG), яких часто називали ескортні есмінці, оскільки вони зберегли призначення та абревіатури бортових номерів відповідного класу кораблів часів Другої світової війни. На початку 1970-х з'явився новий океанський ескортний корабель, який називався «патрульний фрегат» (PF), інша абревіатура, що використовувалася у часи Другої світової війни. Саме до них початково відносили плановані фрегати типу «Олівер Газард Перрі». У 1975, ця класифікація була спрощена лише до трьох позицій: крейсер (CG), есмінець (DD/DDG) та фрегат (FF/FFG).
Відповідно до класифікації до 1975 року крейсери — великі кораблі розмірів артилерійських крейсерів Другої світової війни, призначені як основні одиниці для бою з іншими кораблями. Всі крім одного (USS Long Beach (CGN-9).були модифікованими артилерійськими крейсерами Другої світової війни, (CL/CLG чи CA/CAG), які несли зенітні ракети «Талос», «Тер'єр», або, у деяких випадках, «Тартар». Основним завданням цих крейсерів та фрегатів з керованим ракетним озброєнням було перехоплення радянських крилатих ракет. По крейсеру було приписано до кожної авіаносної групи. Основна частина переробок крейсерів були пов'язані з потребою для якнайшвидшого розміщення нових зенітних ракет, у той час як фрегати з керованим ракетним озброєнням були спеціально спроєктованими кораблями. Кількість модифікованих крейсерів була відносно невеликою через її ціну та тому, що фрегат міг нести практично стільки ж озброєння, скільки і крейсер.

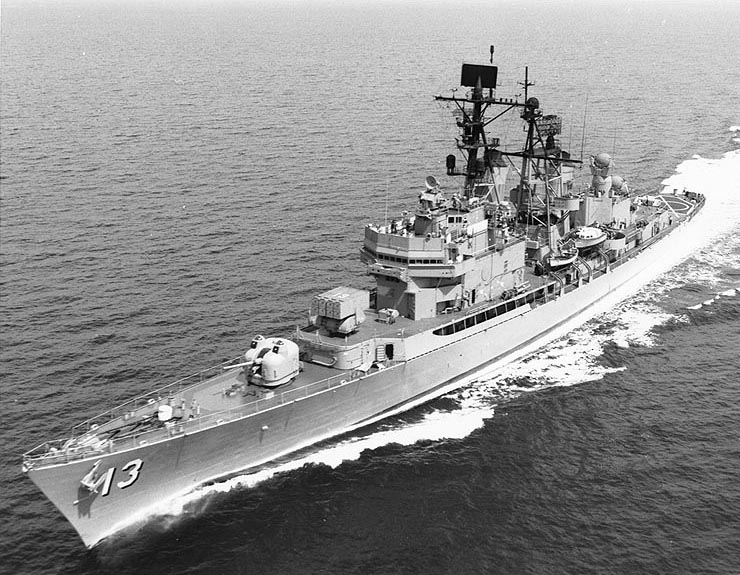
Есмінець з керованим ракетним озброєнням USS William V. Pratt (DDG-44) типу «Фаррагут»– раніше фрегат (DLG-13)

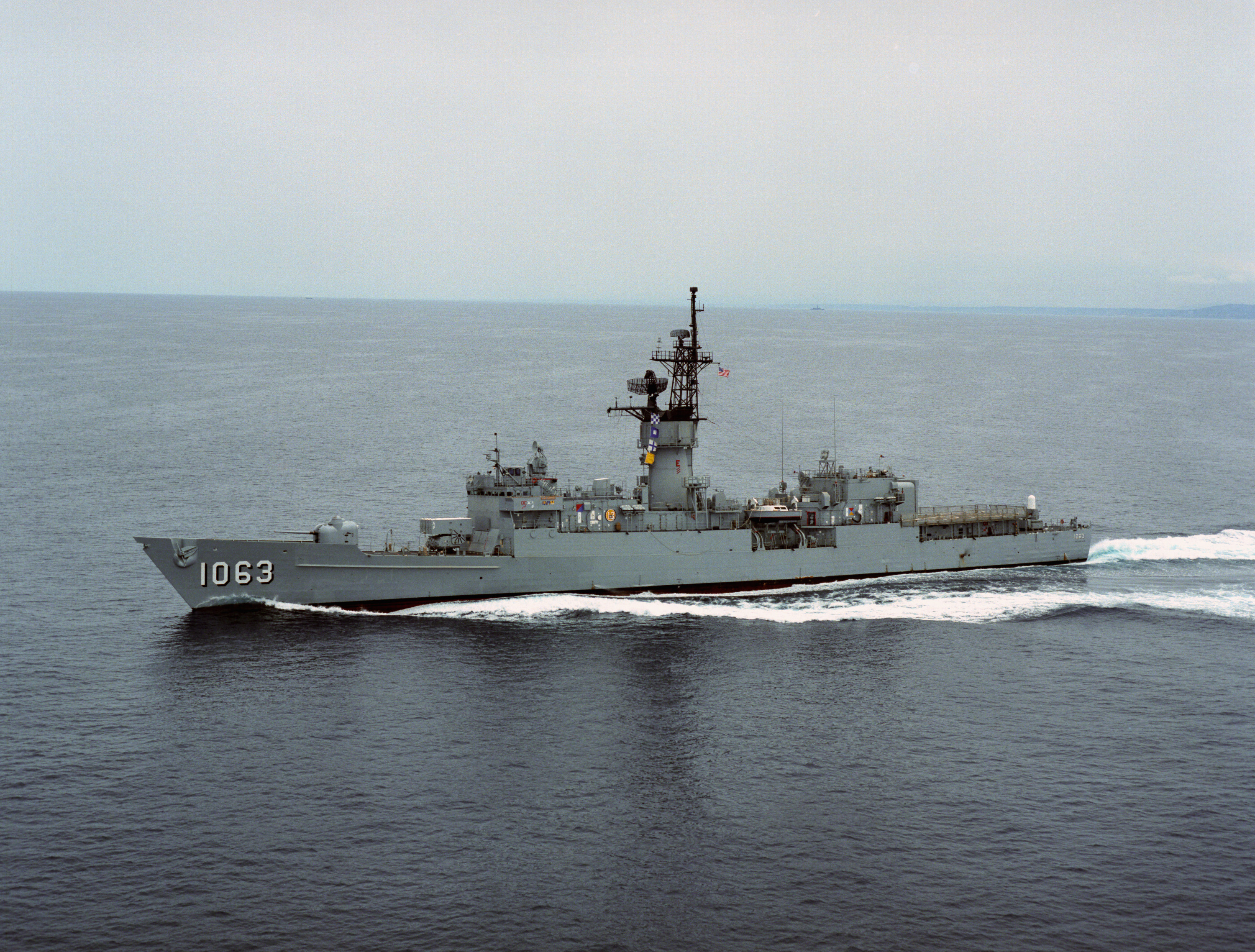
Фрегат USS Reasoner (FF-1063), колишній океанський ескортний корабель (DE-1063)

З 1950 по 1975 рік фрегати були новим типом, середнім за розмірами між крейсерами і есмінцями, призначеними для супроводу основної оперативної групи. Перший корабель цього типу був класифікований як протичовновий крейсер. Наступні чотири були дуже великими есмінцями ППО (артилерійські) (DL), а решта були по суті збільшеними есмінцями з керованими ракетами, з позначенням DLG. Вони несли зенітні ракети середньої дальності «Тер'єр», але не мали наступальної зброї.
Есмінці були розроблені на основі проектів часів Другої світової війни як найменші за розміром швидкі ескортні кораблі. Есмінці з абревіатурами DD були швидкохідними протичовновими кораблями, з абревіатурою DDG були кораблями протиповітряної оборони, озброєними ракетами малої дальності «Тартар».
Океанські ескортні кораблі були еволюцією типів ескортних міноносців часів Другої світової війни. Вони були призначені для супроводу конвоїв і були оптимізовані для мобілізаційного виробництва у воєнний час або дешевого масового виробництва у мирний час. Кораблі з абревіатурою DE були протичовновими, абревіатурою DEG були кораблями протиповітряної оборони з ракетами «Тартар».
Класифікація фрегатів США не використовувалася жодним іншим флотом. Подібні за призначенням кораблі у іноземних флотах були або крейсерами, або есмінцями. Океанський тип ескортних кораблів відповідав іноземним фрегатам (ескортним кораблям конвою).

## «Розрив у крейсерах»
ВМФ СРСР визначав «ракетні крейсери з керованими ракетами» як великі військові кораблі, озброєні протикорабельними ракетами великої дальності. Термін «крейсер» включав також два великих вертольотоносця (типу «Москва»). Кораблі, еквівалентні американським фрегатам, були класифіковані як «великі протичовнові кораблі», однак більші з них були визначені західними флотами як крейсери. На цій підставі західні аналітики дійшли до висновку, що до 1974 року на озброєнні США перебувало лише шість кораблів, які класифікувалися як крейсери, але в СРСР було 19 крейсерів і ще сім були у процесі побудови. (Усі розрахунки виключають артилерійські крейсери). Усі радянські кораблі, крім двох, були відносно невеликими, приблизно еквівалентними американським фрегатам і набагато меншими за американські крейсери. Однак більшість із них несли протикорабельні крилаті ракети, яких бракувало американським надводним кораблям до появи ракети Harpoon приблизно в 1980 році.
Різні визначення американського та радянського терміну «крейсер» створили політичні проблеми, коли проводилися порівняння між військово-морськими силами США та СРСР. Таблиця порівняння крейсерських сил США і Радянського Союзу демонструвала шість американських кораблів проти 19 радянських кораблів, незважаючи на існування 21 американського «фрегата», які за розміром були рівними чи навіть перевершував радянські «крейсери». Це призвело до сприйняття неіснуючого «крейсерського розриву».

## Закриття «розриву»
Щоб закрити цей «пробіл», 30 червня 1975 року було ліквідовано класифікацію американських фрегатів (DL/DLG). Усі артилерійські фрегати (DL) вже були або виключені зі складу флоту або переобладнані на DDG. Більшість DLG стали крейсерами (CG), але менші типу «Фаррагут» стали есмінцями (DDG). Усі фрегати з ядерним рушієм (DLGN), існуючі або у процесі будівництва, були переозначені як крейсери з керованим ракетним озброєнням та атомним двигуном CGN. Зміна з «фрегатів з керованим ракетним озброєнням» на «крейсери з керованим ракетним озброєнням» фактично змінила значення терміну «крейсер», що тепер включав відносно менші кораблі, більше схожі на великі есмінці. Класифікація крейсерів також була спрощена, легкі крейсери з керованими ракетами (CLG) стали просто CG. Артилерійські крейсери зберегли позначення «CA», хоча останній артилерійський крейсер, що залишався у складі флоту, «Newport News», був виведений з експлуатації трьома днями раніше, 27 червня 1975 року.
Океанські ескортні кораблі (DE/DEG) і патрульні фрегати (PF) стали фрегатами (FF)/фрегатами з керованими ракетами (FFG).
Ці зміни привели класифікацію кораблів ВМС США у відповідність до іноземних класифікацій та усунули уявний «розрив крейсерів».
| До 30 червня 1975 року       | Після 30 червня 1975 року                                                                                          |
| Крейсер (CA/CLG/CGN)         | Крейсер з керованим ракетним озброєнням (CG/CGN)                                                                   |
| Фрегат (DL/DLG/DLGN)         | Крейсер з керованим ракетним озброєнням (CG/CGN), есмінець (DD) або есмінець з керованим ракетним озброєнням (DDG) |
| Есмінець (DD/DDG)            | Есмінець (DD) есмінець з керованим ракетним озброєнням(DDG)                                                        |
| Океанський супровід (DE/DEG) | Фрегат (FF) або фрегат з керованим ракетним озброєнням (FFG)                                                       |
| Патрульний фрегат (PF)       | Фрегат керованим ракетним озброєнням (FFG)                                                                         |

Остання зміна відбулася 1 січня 1980 року, коли есмінці типу «Тікондерога» з керованим ракетним озброєнням (DDG) стали крейсерами з керованими ракетами (CG).